# Barrio Arroyo del Medio
El barrio Arroyo del Medio es un pueblo del departamento Constitución, en la provincia de Santa Fe (República Argentina). Se encuentra en el límite con la provincia de Buenos Aires. Cruzando el puente provincial (de 40 metros de longitud) se entra en la conurbación de la ciudad de San Nicolás de los Arroyos (provincia de Buenos Aires).
En junio de 1839 en este sitio fue fusilado el ciudadano canario Domingo Cullen (1791-1839), quien durante algunos meses en el año anterior había sido gobernador de la provincia de Santa Fe. Enemigo de Juan Manuel de Rosas, terminó renunciando a su cargo y huyó a Córdoba y Santiago del Estero. Finalmente Juan Felipe Ibarra (gobernador de la provincia de Santiago del Estero) lo envió prisionero a Buenos Aires. Nunca fue enjuiciado: al llegar al Arroyo del Medio fue fusilado por el coronel Pedro Ramos, edecán de Rosas.

## Toponimia
La localidad debe su nombre al curso fluvial Arroyo del Medio, que marca el límite entre las provincias de Buenos Aires y Santa Fe.
Ya existe otra localidad llamada Arroyo del Medio, en el norte de la provincia de Buenos Aires, perteneciente al partido de Pergamino, a 75 km de distancia.

## Población
Cuenta con 310 habitantes (Indec, 2010), lo que representa un incremento del 21 % frente a los 255 habitantes (Indec, 2001) del censo anterior. Se considera que integra el aglomerado Gran San Nicolás de los Arroyos, que es la vigesimosexta unidad más poblada a nivel nacional con 133,912 habitantes (Indec, 2001), a pesar de encontrarse en una provincia diferente: se encuentra a pocos cientos de metros, cruzando el Arroyo del Medio.
- Datos: Q5720230